# Geophis downsi
Geophis downsi este o specie de șerpi din genul Geophis, familia Colubridae, descrisă de Savage 1981. Conform Catalogue of Life specia Geophis downsi nu are subspecii cunoscute.